# Піч (теплотехніка)

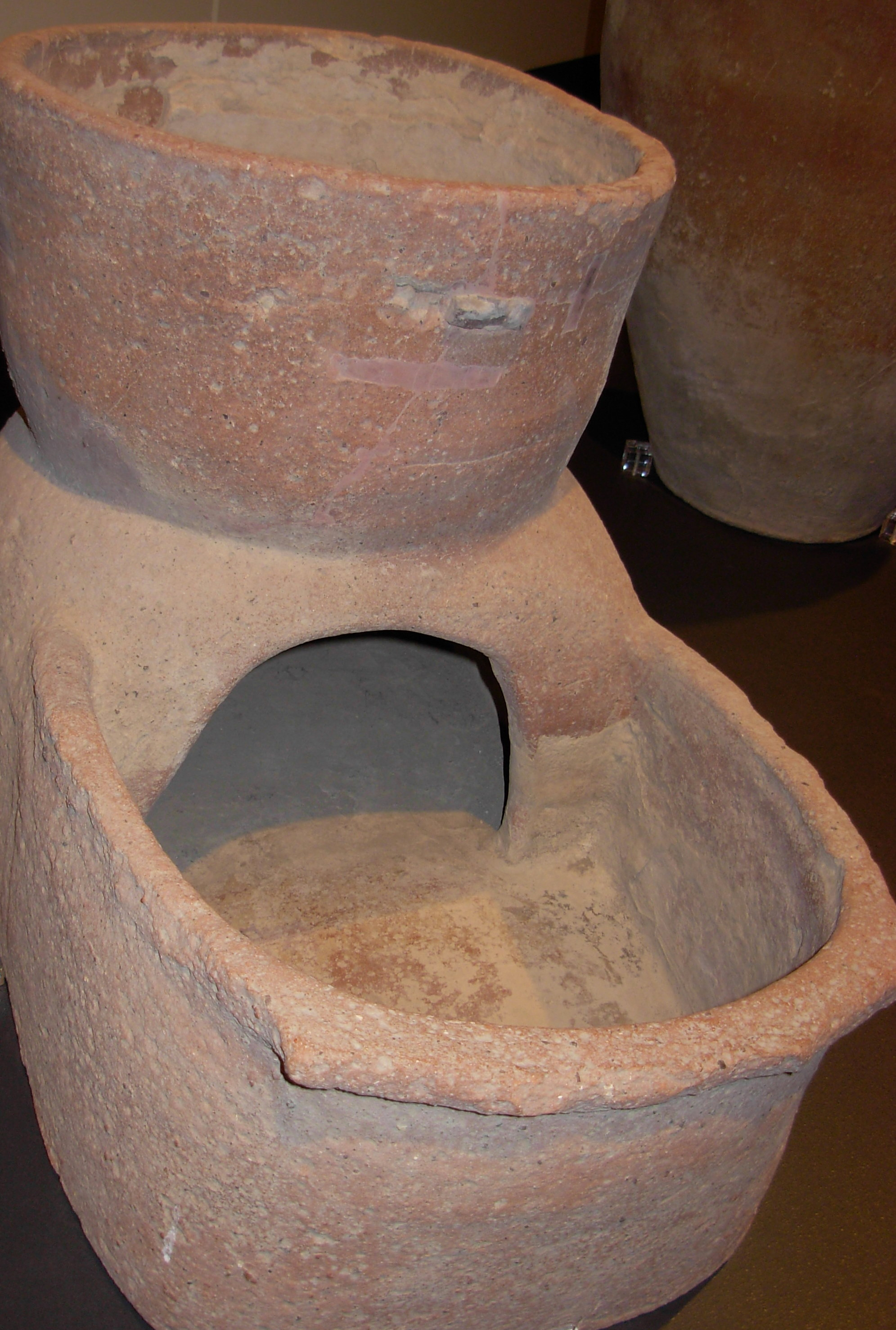
Старовинна піч з Помпеї.

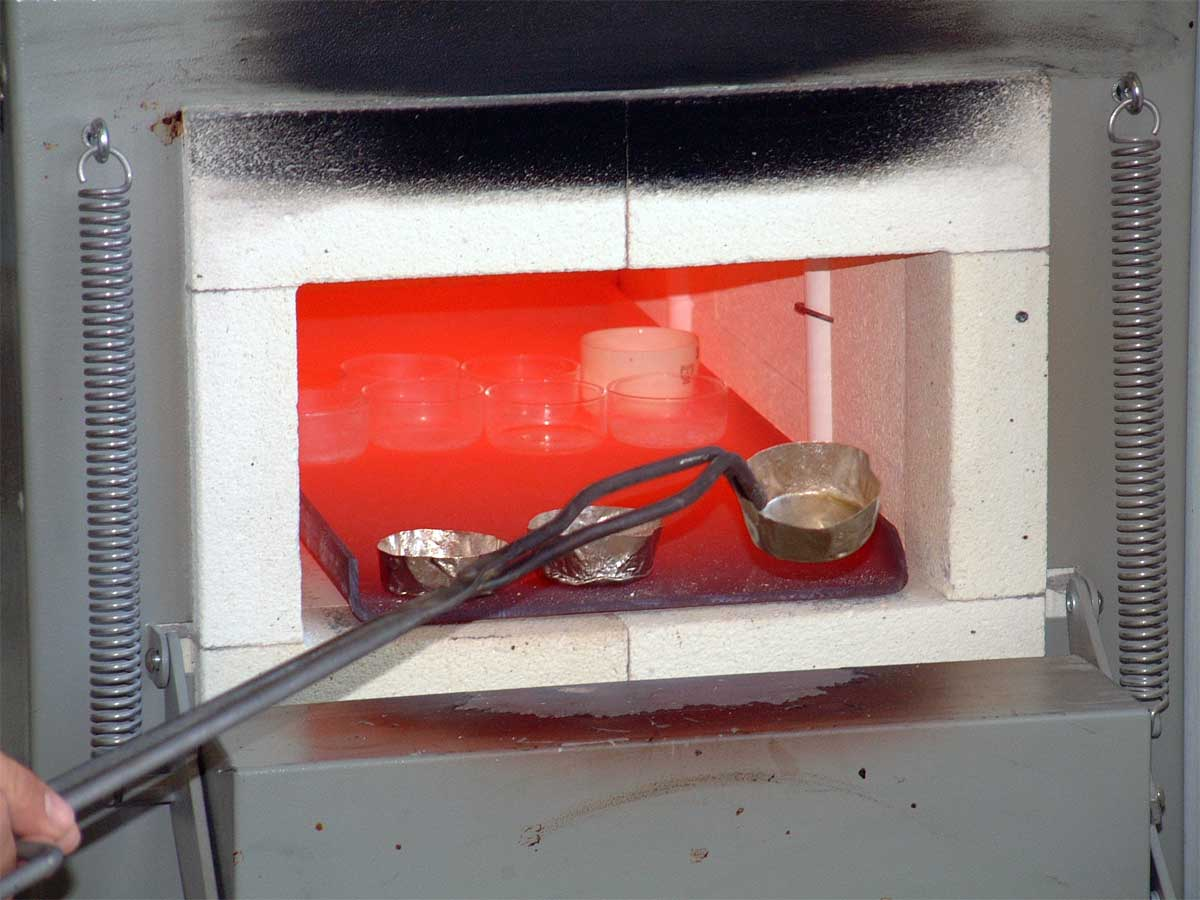
Технічна піч в лабораторії

Піч (теплотехніка, металургія) техн. — споруда для теплової обробки матеріалів у будь-якому технологічному процесі або при дослідженнях матеріалу (напр. вологості, зольності тощо); домна, мартен.